# Toluca Lake
Pour les articles homonymes, voir Toluca (homonymie).
Toluca Lake est un quartier de la ville de Los Angeles en Californie situé dans la vallée de San Fernando.